# Переулок Осипенко (Владикавказ)
Переулок Осипенко — переулок в городе Владикавказ, Северная Осетия, Россия. Находится в Иристонском муниципальном округе между улицами Ватутина и Щербакова. Начинается от улицы Ватутина.
Переулок назван в честь советской военной лётчицы Полины Осипенко (1907—1939).
Переулок образовался во второй половине XIX века. Впервые отмечен на «Плане города Орджоникидзе 1937 года» как 3-й Кузнечный переулок. В 1943 году упоминается как переулок Осипенко.

## Источник
- Владикавказ. Карта города. — 2011.
- Кадыков А. Н. Улицы, переулки, площади и проспекты г. Владикавказа: справочник. — Владикавказ: Респект, 2010. — С. 278—279. — 512 с. — ISBN 978-5-905066-01-6
- Торчинов В. А. Владикавказ., Краткий историко-краеведческий справочник. — Владикавказ: Северо-Осетинский научный центр, 1999. — С. 96. — ISBN 5-93000-005-0